# 亞洲大學運動總會
亚洲大学生体育联合会（英語：Asian University Sports Federation，缩写）成立于1992年，旨在为亚洲所有大学生提供一个通过体育进行交流和互动的平台。截至2024年，AUSF共有41名成员协会。

## 主办或授權賽事
| 项目       | 赛事名称                           | 最后一届举办时间/地点             |
| ---------- | ---------------------------------- | --------------------------------- |
| 篮球       | 亚洲大学生篮球联赛                 | 第1届 2025年 中国 杭州市          |
| 篮球       | 亞洲大學男子籃球錦標賽             | 第7届 2024年 中華臺北 台北市      |
| 篮球       | 亞洲大學女子籃球錦標賽             | 第1届 2016年 中華臺北 台北市      |
| 三对三篮球 | 亚洲大学生三对三篮球锦标赛         | 第7届 2025年 中国 普陀区 (舟山市) |
| 足球       | 亚洲大体联足球亚洲杯               | 第2届 2024年 中国 延边州          |
| 足球       | 亚洲大学生足球锦标赛               | 第3届 2016年 太白市               |
| 五人制足球 | 亚太大学生五人制足球暨啦啦操锦标赛 | 第1届 2017年 中国 灵武市          |
| 五人制足球 | 亚洲大学生五人制足球锦标赛         | 第2届 2016年 阿拉木图             |
| 沙滩排球   | 亚洲大学生沙滩排球锦标赛           | 第3届 2014年 中国 青岛市          |
| 射箭       | 亚洲大学生射箭锦标赛               | 第2届 2024年 中華臺北 台北市      |
| 竞技啦啦队 | 亚洲大学生啦啦操锦标赛             | 第3届 2021年 线上                 |
| 竞技啦啦队 | 亚太大学生五人制足球暨啦啦操锦标赛 | 第1届 2017年 中国 灵武市          |
| 自行车运动 | 亚洲大学生公路自行车锦标赛         | 第2届 2016年 昌宁郡               |
| 羽毛球     | 亚洲大学生羽毛球锦标赛             | 第1届 2019年 中華臺北 新北市      |
| 拳击       | 亚洲大学生拳击锦标赛               | 第1届 2016年 杜尚别               |
| 空手道     | 亚洲大学生空手道锦标赛             | 第1届 2019年 澳門 澳门            |
| 国际象棋   | 亚洲-大洋洲大学生国际象棋锦标赛    | 2022年 线上                       |
| 国际象棋   | 亚洲大学生国际象棋锦标赛           | 2021年 线上                       |

## 成员协会
AUSF创立之初只有10名成员协会。经过30多年的发展，截至2024年，AUSF共有41名成员协会。
| 區域        | 成員 | 協會                                                                                |
| ----------- | --- | ----------------------------------------------------------------------------------- |
| 东亚（7）   | 中国 | 中国学生体育联合会 China Student Sports Federation                                  |
| 东亚（7）   | 香港 | 中國香港大專體育協會 The University Sports Federation of Hong Kong, China           |
| 东亚（7）   | 日本 | 日本大学体育委员会 Japanese University Sports Board                                 |
| 东亚（7）   | 韩国大学体育委员会 Korean University Sports Board                                                               |                                                                                     |
| 东亚（7）   | 澳門 | 澳門專上學生體育聯會 Macau Universitarian Sports Association                        |
| 东亚（7）   | 蒙古国 | 蒙古学生体育联合会 Mongolian Student Sports Federation                              |
| 东亚（7）   | 中華臺北 | 中華民國大專院校體育總會 Chinese Taipei University Sports Federation                |
| 东南亚（9） | 柬埔寨 | 柬埔寨学生体育联合会 Cambodian Student Sports Federation                            |
| 东南亚（9） | 印度尼西亞 | 印度尼西亚大学体育委员会 Indonesian University Sports Council                       |
| 东南亚（9） | 马来西亚 | 马来西亚大学体育委员会 Malaysian University Sports Council                          |
| 东南亚（9） | 緬甸 | 缅甸学生体育联合会 Myanmar Student Sports Federation                                |
| 东南亚（9） | 菲律賓 | 菲律宾学校体育协会联合会 Federation of School Sports Association of the Philippines |
| 东南亚（9） | 新加坡 | 新加坡大学体育委员会 Singapore University Sports Council                            |
| 东南亚（9） | 泰國 | 泰国大学体育委员会 The University Sports Board of Thailand                          |
| 东南亚（9） | 东帝汶 | 东帝汶学术体育联合会 Federação de Desporto Académico de Timor-Leste                 |
| 东南亚（9） | 越南 | 越南大学体育协会 Vietnam University Sports Association                              |
| 南亚（6）   | | 孟加拉国跨大学体育委员会 Inter-University Sports Board of Bangladesh                |
| 南亚（6）   | 不丹 | 不丹学生体育联合会 Bhutan Student Sports Federation                                 |
| 南亚（6）   | 印度 | 印度大学协会 Association of Indian Universities                                     |
| 南亚（6）   | 尼泊尔 | 尼泊尔大学体育协会 University Sports Association Nepal                              |
| 南亚（6）   | 巴基斯坦 | 巴基斯坦大学体育委员会 Pakistan University Sports Board                             |
| 南亚（6）   | 斯里蘭卡 | 斯里兰卡大学体育协会 Sri Lanka Universities Sports Association                      |
| 中亚（6）   | 阿富汗 | 阿富汗大学体育联合会 University Sports Federation of Afghanistan                    |
| 中亚（6）   | 哈萨克斯坦共和国学生体育联合会 Student Sports Federation of the Republic of Kazakhstan                          |                                                                                     |
| 中亚（6）   | 吉尔吉斯斯坦学生体育联合会 Student Sports Federation of Kyrgyzstan                                              |                                                                                     |
| 中亚（6）   | 塔吉克斯坦共和国运动员教育机构协会 Association of Athletes Education Institutions of the Republic of Tajikistan |                                                                                     |
| 中亚（6）   | 土库曼斯坦全国学生体育管理机构 National Students Sports Federation of Turkmenistan                              |                                                                                     |
| 中亚（6）   | 乌兹别克斯坦学生体育协会 Uzbekistan Students' Sport Association                                                 |                                                                                     |
| 西亚（13）  | 巴林 | 巴林大学 University of Bahrain                                                      |
| 西亚（13）  | 伊朗 | 伊朗全国大学生体育联合会 National University Sports Federation of I. R. Iran        |
| 西亚（13）  | 伊拉克 | 伊拉克大学体育联合会 Iraqi University Sports Federation                             |
| 西亚（13）  | 约旦 | 约旦大学体育联合会 Sports Federation of Jordan Universities                         |
| 西亚（13）  | 沙烏地阿拉伯 | 沙特大学体育联合会 Saudi Universities Sports Federation                             |
| 西亚（13）  | 科威特 | 科威特学校体育与高等教育联合会 Kuwait School Sports & Higher Education Federation   |
| 西亚（13）  | 黎巴嫩 | 黎巴嫩大学体育联合会 Lebanese Federation of University Sport                        |
| 西亚（13）  | 阿曼 | 阿曼大学体育委员会 Oman Committee for University Sports                             |
| 西亚（13）  | 巴勒斯坦 | 巴勒斯坦大学体育联合会 Palestinian University Sports Federation                     |
| 西亚（13）  | 卡塔尔大学体育联合会 Qatar Collegiate Sports Federation                                                         |                                                                                     |
| 西亚（13）  | 叙利亚 | 叙利亚学生全国联盟 The National Union of Syrian Students                            |
| 西亚（13）  | 阿联酋 | 阿联酋学校和大学体育联合会 UAE School and University Sports Federation              |
| 西亚（13）  | 葉門 | 也门大学体育联合会 Sports Federation of Universities of Yemen                       |